# علي شمس الدين
علي شمس الدين (بالإنجليزية: Ali Chamseddine)‏ (و. 1954 – م) هو فيزيائي، وأستاذ جامعي من لبنان.

## الدراسة والمناصب التي شغلها
ولد علي شمس الدين في عام 1953 في بلدة جون، لبنان. حصل على شهادة البكلوريوس في الفيزياء من الجامعة اللبنانية في شهر يوليو من عام 1973. بعد الحصول على منحة من الجامعة اللبنانية ليكمل دراساته العليا في الفيزياء في كلية لندن الإمبراطورية، حصل شمس الدين على شهادة الدبلوم في الفيزياء في يونيو من عام 1974، تحت إشراف توم كيبل. بعد ذلك، حصل شمس الدين على شهادة الدكتوراه في الفيزياء النظرية من كلية لندن الإمبراطورية كذلك، في سبتمبر من عام 1976، حيث درس تحت إشراف الحائز على جائزة نوبل محمد عبد السلام. لاحقًا، قام شمس الدين بدراسات ما بعد الدكتوراه في مركز عبد السلام الدولي للفيزياء النظرية (ICTP)، ثم أكمل مسيرته العلمية في الجامعات ومنها الجامعة الأمريكية في بيروت، سيرن، جامعة نورث إيسترن، المعهد الفدرالي السويسري للتكنولوجيا في زيورخ، جامعة زيورخ.

## الإنجازات العلمية
عمل شمس الدين لإطروحة الدكتوراه الخاصة به على المجال المُطوّر حديثًأ في ذلك الوقت وهو التناظر الفائق[8] أطروحته، «التناظر الفائق وحقول الدوران الأعلى»،[9] والذي تم الدفاع عنه في سبتمبر من عام 1976، وضع أُسس عمله مع بيتر ويست «النظرية الفائقة كنظرية مقياس التنافر الفائق» باستخدام صيغة حزمة الألياف. [10] يعتبر هذا العمل الصيغة الأدق للجاذبية الفائقة.N=1
في عام 1980، حينما كان يعمل في سيرن بمنصب مساعد علمي، إكتشف شمس الدين جاذبية فائقة ذات عشرة أبعاد مع تضامياتها ونظائرها في أربعة أبعاد. بعد سنة، إنتقل شمس الدين إلى جامعة نورث إيسترن في بوستن، حيث قرن الجاذبية الفائقة ذات العشرة أبعاد مع نظرية يانغ-ميلز، وفي نفس الوقت إكتشف الصيغة المزدوجة لجاذبية N=1 ذات العشرة أبعاد. هذا النموذج تغير ليصبح الحد الأدنى للطاقة لنظرية الأوتار الفائقة المغايرة. أهم إنجاز لشمس الدين في هذا المجال هو إنجازه لسنة 1982 بالتعاون مع ريتشارد أرنوويت وبران ناث في جامعة نورث إيسترن. قاموا ببناء الاقتران الأكثر عمومية لنظرية النموذج العياري الفائق مع الجاذبية الفائقة، جاعلين التناظر الفائق تناظرًا موضعيًا، موظِفين آلية هيغز الفائقة ومطورين قوانين تحليل الموتر. ومن ثم أنشأوا نموذج الجاذبية الفائقة الإدنى، الذي ينتج نموذجًا قياسيًا فائق التناسق مع كسر التناظر التلقائي بواسطة أربع عوامل فقط وعلامة واحدة بدلاً من أكثر من 130 من العوامل التي تم استخدامها سابقًا. هذا بين أن كسر التناظر الفائق هو تأثير جاذبي خالص، والذي يحدث على مقياس بلانكيان وبذلك يحفر كسر التآثر الكهروضعيف. ورقتهم البحثية بعنوان «التوحيد الفائق موضعيًا» هي ورقة يستشهد بها كثيرًأ وهي النموذج الذي يستخدمه التجريبيون في مصادم الهدرونات الكبير في بحثهم عن التناظر الفائق. في عام 1992، بدأ شمس الدين العمل على نظرية الجاذبية الكمومية، مستخدمًا الحقل المطور حديثًا وهو الهندسة اللاتبادلية، والذي أوجده ألين كونس، كأحتمالية مناسبة. سويًة مع يورج فروهليتش وجيوفاني فيلدر، طور شمس الدين الهياكل اللازمة لتعريف الهندسة الريمانية غير التبادلية (مترية، الإتصال والانحناء) عن طريق تطبيق هذه الطريقة على مساحة ذات صفيحتين. لاحقًا، في عام 1996، بدأ شمس الديت بالتعاون مع ألين كونس وأستمر تعاونهم إلى يومنا هذا. إكتشفوا «مبدأ العمل الطيفي» وهو عبارة عن بيان بأن طيف مشغل ديراك الذي يحدد الفضاء غير التبادلي هو ثابت هندسي. باستخدام هذا المبدأ، صمم شمس الدين وكونس على أن للزمكان الخاص بنا بنية منفصلة خفية مشدودة إلى شتيتة مستمرة مرئية ذات أبعاٍد أربع. هذا المبدأ، بمساعدة الهندسة غير التبادلية، يحدد جميع القوى الأساسية وديناميكياتها. المفاجأة هي أن النموذج الناتج كان ليس إلا النموذج القياسي للفيزياء الجزئية بكل تناظراتها وحقولها، بما فيها حقل هيغز كحقل نظرية المقياس على طول الإتجاهات المتقطعة وكذلك ظواهر كسر التناظر التلقائي. الفيرميونات تظهر بالشكل الصحيح، وعددهم يُتنبأ بأنه 16 للعائلة الواحدة ميزة الهندسة غير التبادلية هو أنه يوفر نموذجًا جديدًا للفضاء الهندسي يتم التعبير عنه بلغة ميكانيكا الكم حيث تحل المؤثرات محل الإحداثيات. النهج الجديد يتوافق مع نظرة أينشتاين حيث أن النسبية العامة نتجت من هندسة الشتائت المنحنية. في 2010، لاحظ شمس الدين وكونس أن النموذج فيه حقل سلمي جديد، غير موجود في النموذج القياسي، وهو المسؤول عن كتل نيوترينو الصغيرة. بعد اكتشاف جسيم هيغز، والذي من المعروف أنه لا يتوافق مع تمديد اقتران هيغز إلى طاقات عالية جدًا، لقد وُجِدَ أن الحقل السلمي الجديد هو المطلوب بالضبط ويعالج مشكلة الإستقرارية في النموذج القياسي. في عمل حديث، إكتشف كُلٌ من شمس الدين، ألين كونس وفيلاتشيسلاف موكانوف تعميمًا لمبدأ الريبة لهايزنبيرغ للهندسة حيث يأخذ مؤثر ديراك دور الزخم والإحداثيات، موترة بجبر كليفورد، تعمل كالخرائط من الشتيتة إلى جسم كروي بنفس الأبعاد. لقد بينوا أن أي فضاء دوران ريماني 4 مرتبط مع مع الحجم الكمي يبدوا كتمثيل غير قابل للاختزال في علاقات التبادل ذوات الجانبين في الأبعاد أربعة مع نوعين من الأجسام الكروية التي تعمل ككُموم للهندسة.